# Mamoru Shiragami
Mamoru Shiragami (japonès: 白神守)  (Taiwan, 28 de febrer de 1944 - març 2014) és un ex-jugador de voleibol japonès que va competir durant la dècada de 1960. El 1968 va prendre part en els Jocs Olímpics de Ciutat de Mèxic, on guanyà la medalla de plata en la competició de voleibol.